# Llengua (peix)
La llengua (Symphurus ligulatus) és un peix de la família dels cinoglòssids i de l'ordre dels pleuronectiformes.

## Morfologia
- És de mida petita (arriba als 10 cm) i la femella és major que el mascle.
- El cos, extremadament comprimit, és molt llarg, ovalat i punxegut a la part del peduncle caudal.
- L'alçada màxima del cos es troba compresa més de quatre vegades en la seua llargària.
- La línia lateral no és visible a ambdós costats.
- El cap és petit i presenta un perfil rodó.
- La boca presenta una inflexió.
- Els ulls són petits, situats al costat esquerre i molts junts un de l'altre.
- La dorsal, que comença més enrere dels ulls, i l'anal s'uneixen a una petita i estreta caudal.
- Les pectorals no es troben gaire desenvolupades.
- És de color gris pàl·lid.[1]

## Reproducció
Els mascles arriben a la maduresa sexual als 2 anys i tenen les gònades madures tot l'any. Les femelles arriben a la maduresa sexual al tercer any de vida i les gònades maduren entre els mesos de maig i octubre, que és quan té lloc la reproducció en el Mediterrani. Els ous i les larves són pelàgics.

## Hàbitat
És bentònic de fons sorrencs i fangosos entre els 50 i 800 m de fondària.

## Distribució territorial
Apareix a la Mediterrània i a l'Atlàntic oriental.

## Costums
S'enterra en el fons esperant que passi qualque presa (petits invertebrats bentònics).

## Observacions
És una espècie inofensiva per a l'ésser humà.